# Liga de Voleibol Superior Masculino 1995
La Liga de Voleibol Superior Masculino 1995 si è svolta nel 1995: al torneo hanno partecipato 13 franchigie portoricane e la vittoria finale è andata per la quattordicesima volta ai Changos de Naranjito.

## Regolamento
La competizione vede le tredici franchigie partecipanti affrontarsi due volte in regular season:
- Le prime sette classificate accedono direttamente ai play-off strutturati in quarti di finali, al meglio delle cinque gare, semifinali e finale, al meglio delle sette gare; l'ottava, la nona e la decima classificata giocano una serie di spareggio per accedere ai play-off.

## Squadre partecipanti[1]
| - Bucaneros de Arroyo - Caciques de Mayagüez - Cafeteros de Yauco - Caribes de San Sebastián - Changos de Naranjito - Criollos de Caguas - Gigantes de Adjuntas | - Guayacanes de Guayanilla - Leones de Ponce - Llaneros de Toa Baja - Patriotas de Lares - Plataneros de Corozal - Playeros de San Juan |

## Campionato

### Regular season

#### Classifica[1]
| Pos. | Squadra                  | Pt | G  | V  | P  | SV | SP | Ratio | PF | PS | Ratio |
| ---- | ------------------------ | -- | -- | -- | -- | -- | -- | ----- | -- | -- | ----- |
| 1    | Changos de Naranjito     | 40 | 24 | 20 | 4  |    |    |       |    |    |       |
| 2    | Patriotas de Lares       | 34 | 24 | 17 | 7  |    |    |       |    |    |       |
| 3    | Caciques de Mayagüez     | 32 | 24 | 16 | 8  |    |    |       |    |    |       |
| 4    | Cafeteros de Yauco       | 30 | 24 | 15 | 9  |    |    |       |    |    |       |
| 5    | Bucaneros de Arroyo      | 30 | 24 | 15 | 9  |    |    |       |    |    |       |
| 6    | Caribes de San Sebastián | 26 | 24 | 13 | 10 |    |    |       |    |    |       |
| 7    | Playeros de San Juan     | 24 | 24 | 12 | 12 |    |    |       |    |    |       |
| 8    | Criollos de Caguas       | 22 | 24 | 11 | 13 |    |    |       |    |    |       |
| 9    | Plataneros de Corozal    | 22 | 24 | 11 | 13 |    |    |       |    |    |       |
| 10   | Gigantes de Adjuntas     | 22 | 24 | 11 | 13 |    |    |       |    |    |       |
| 11   | Leones de Ponce          | 20 | 24 | 10 | 14 |    |    |       |    |    |       |
| 12   | Llaneros de Toa Baja     | 6  | 24 | 3  | 21 |    |    |       |    |    |       |
| 13   | Guayacanes de Guayanilla | 4  | 24 | 2  | 22 |    |    |       |    |    |       |

| Ai play-off scudetto | Serie di spareggio |

### Serie di spareggio[1]
| Pos. | Squadra               | G | V | P | SV | SP | Ratio | PF | PS | Ratio |
| ---- | --------------------- | - | - | - | -- | -- | ----- | -- | -- | ----- |
| 1    | Criollos de Caguas    | 2 | 2 | 0 |    |    |       |    |    |       |
| 2    | Plataneros de Corozal | 1 | 0 | 1 |    |    |       |    |    |       |
| 3    | Gigantes de Adjuntas  | 1 | 0 | 1 |    |    |       |    |    |       |

| Ai play-off scudetto |

### Play-off[1]
|  | Quarti di finale | Quarti di finale         | Quarti di finale     | Quarti di finale     | Quarti di finale | Quarti di finale | Quarti di finale |                      |                          | Semifinali | Semifinali | Semifinali | Semifinali | Semifinali | Semifinali | Semifinali | Semifinali | Semifinali |  |  | Finale | Finale               | Finale | Finale | Finale | Finale | Finale | Finale | Finale |
|  |                  |                          |                      |                      |                  |                  |                  |                      |                          |            |            |            |            |            |            |            |            |            |  |  |        |                      |        |        |        |        |        |        |        |
|  | 1                | Changos de Naranjito     | ?                    | ?                    | 3                |                  |                  |                      |                          |            |            |            |            |            |            |            |            |            |  |  |        |                      |        |        |        |        |        |        |        |
|  | 8                | Criollos de Caguas       | ?                    | ?                    | ?                |                  |                  |                      |                          |            |            |            |            |            |            |            |            |            |  |  |        |                      |        |        |        |        |        |        |        |
|  | 8                | Criollos de Caguas       | ?                    | ?                    | ?                |                  | 1                | Changos de Naranjito | ?                        | ?          | ?          | ?          | 3          |            |            |            |            |            |  |  |        |                      |        |        |        |        |        |        |        |
|  |                  |                          |                      |                      |                  |                  |                  | Changos de Naranjito | ?                        | ?          | ?          | ?          | 3          |            |            |            |            |            |  |  |        |                      |        |        |        |        |        |        |        |
|  |                  | 4                        | Cafeteros de Yauco   | ?                    | ?                | ?                | ?                | ?                    |                          |            |            |            |            |            |            |            |            |            |  |  |        |                      |        |        |        |        |        |        |        |
|  | 4                | 4                        | Cafeteros de Yauco   | ?                    | ?                | ?                | ?                | ?                    | Cafeteros de Yauco       | ?          | ?          | 3          |            |            |            |            |            |            |  |  |        |                      |        |        |        |        |        |        |        |
|  | 4                |                          |                      |                      |                  |                  |                  |                      | Cafeteros de Yauco       | ?          | ?          | 3          |            |            |            |            |            |            |  |  |        |                      |        |        |        |        |        |        |        |
|  | 5                | Bucaneros de Arroyo      | ?                    | ?                    | ?                |                  |                  |                      |                          |            |            |            |            |            |            |            |            |            |  |  |        |                      |        |        |        |        |        |        |        |
|  |                  |                          |                      |                      |                  |                  |                  |                      |                          |            |            |            |            |            |            |            |            |            |  |  | 1      | Changos de Naranjito | ?      | ?      | ?      | ?      | 3      |        |        |
|  |                  |                          | 7                    | Playeros de San Juan | ?                | ?                | ?                | ?                    | ?                        |            |            |            |            |            |            |            |            |            |  |  |        |                      |        |        |        |        |        |        |        |
|  | 3                | Caciques de Mayagüez     | ?                    | ?                    | ?                | ?                |                  |                      |                          |            |            |            |            |            |            |            |            |            |  |  |        |                      |        |        |        |        |        |        |        |
|  | 6                | Caribes de San Sebastián | ?                    | ?                    | ?                | 3                |                  |                      |                          |            |            |            |            |            |            |            |            |            |  |  |        |                      |        |        |        |        |        |        |        |
|  | 6                | Caribes de San Sebastián | ?                    | ?                    | ?                | 3                |                  | 6                    | Caribes de San Sebastián | ?          | ?          | ?          | ?          |            |            |            |            |            |  |  |        |                      |        |        |        |        |        |        |        |
|  |                  |                          |                      |                      |                  |                  |                  | 6                    | Caribes de San Sebastián | ?          | ?          | ?          | ?          |            |            |            |            |            |  |  |        |                      |        |        |        |        |        |        |        |
|  |                  | 7                        | Playeros de San Juan | ?                    | ?                | ?                | 3                |                      |                          |            |            |            |            |            |            |            |            |            |  |  |        |                      |        |        |        |        |        |        |        |
|  | 2                | 7                        | Playeros de San Juan | ?                    | ?                | ?                | 3                | Patriotas de Lares   | ?                        | ?          | ?          | ?          | ?          |            |            |            |            |            |  |  |        |                      |        |        |        |        |        |        |        |
|  | 2                |                          |                      |                      |                  |                  |                  | Patriotas de Lares   | ?                        | ?          | ?          | ?          | ?          |            |            |            |            |            |  |  |        |                      |        |        |        |        |        |        |        |
|  | 7                | Playeros de San Juan     | ?                    | ?                    | ?                | ?                | 3                |                      |                          |            |            |            |            |            |            |            |            |            |  |  |        |                      |        |        |        |        |        |        |        |